# Abatere (lingvistică)
În lingvistică, termenul abatere (eroare, greșeală, incorectitudine) denumește în general nerespectarea unei reguli în folosirea unei limbi. Abaterile sunt privite din mai multe puncte de vedere:
- varietatea de limbă în raport cu care un fapt de limbă este considerat abatere;
- cauzele abaterilor;
- tipologia abaterilor;
- atitudinea față de abatere.

Abaterile sunt în general involuntare, dar uneori sunt folosite conștient cu funcție stilistică de către unii scriitori, precum Ion Luca Caragiale.

## Concepții referitoare la abatere
Una din problemele care se pun în legătură cu abaterea este unde se găsește regula față de care un fapt de limbă al unui vorbitor este o abatere. Aceasta depinde de orientarea lingvistică. Lingvistica normativă sau predarea limbii, mai ales ca limbă străină, pornește de la varietatea standard a limbii și consideră abatere nerespectarea unei reguli stabilite în aceasta. De exemplu, pentru Avram 1997, o gramatică normativă, este o abatere să se spună ei cade, ei zice, ei vorbește în loc de ei cad, ei zic, ei vorbesc. 
Lingvistica pur descriptivă, nenormativă, neprescriptivă și necorectivă, vede în acest fenomen o abatere numai de la standardul limbii, nu și de la regulile ei în general. În concepția sa, varietățile de limbă, printre care cele regionale, au și ele normele lor. Prin urmare, în această concepție, fenomenul amintit de Avram 1997 nu este o abatere în graiul muntenesc și nici în limba română în general. Pentru această orientare în lingvistică, niciun fapt de limbă din folosirea limbii sale materne de către orice vorbitor nativ adult și normal nu poate fi considerat incorect, dacă nu este o greșeală accidentală. În concepția ei este abatere numai nerespectarea regulilor limbii în general, de pildă să se spună *El îl merge în loc de El merge.

## Aspecte ale limbii în care se fac abateri
Abateri există în toate aspectele de folosire a limbii.
Unele abateri privesc competența lingvistică. De aceasta țin greșelile de pronunție, abaterile de la regulile de construcție gramaticală, adică cele morfologice și sintactice, precum și erorile semantice, de exemplu folosirea cuvintelor cu sensuri pe care nu le au.
Alte abateri țin de competența comunicativă, deci de normele de adecvare situațională a enunțurilor, de pildă, dacă un vorbitor i se adresează cu alte forme gramaticale decât cele de politețe unui destinatar cu care ar trebui să le folosească pe acestea din urmă în conformitate cu normele civilizaționale ale comunității lingvistice în cauză. Un exemplu de asemenea abatere în limba română este tutuirea unei persoane căreia vorbitorul ar trebui să i se adreseze cu „dumneavoastră”.
Abateri există și în aspectul scris al limbii. Acestea sunt, pe lângă abaterile de competență lingvistică și comunicativă, cele, în viziune normativă, de ortografie.

## Cauze ale abaterilor și tipuri de abateri
Abaterile din punctul de vedere al lingvisticii pur descriptive pot avea mai multe cauze.
Există abateri la vorbitori nativi provocate de unele disfuncții ale creierului. Astfel sunt diferite forme de afazie, cauzate de leziuni. De exemplu, în afazia Broca apare agramatismul, care constă în perturbarea regulilor sintactice ale limbii, manifestându-se prin neglijarea totală sau parțială a regulilor topicii, eliminarea cuvintelor gramaticale, abolirea flexiunii etc..
La oricare vorbitor nativ cu funcțiile cerebrale normale pot apărea abateri ocazionale despre care știe că sunt abateri, și de obicei le corectează imediat. Exemple în limba engleză:
- intervertirea sunetelor inițiale a două cuvinte a căror formă diferă numai prin acele sunete: heft lemisphere în loc de left hemisphere „emisfera stângă”[6];
- transferul unei terminații de la un cuvânt la cel următor: It's not tell ussing anything new în loc de It's not telling us anything new „Asta nu ne spune nimic nou”[6];
- înlocuirea de cuvinte bazată pe relațiile semantice dintre ele, de exemplu dintre antonime, precum unsure „nesigur” în loc de sure „sigur”[6];
- intervertirea a două cuvinte astfel, încât devin greșite prin forma gramaticală corectă pe care o primesc în propoziția devenită semantic vidă sau fără sens: Take the freezes out of the steaker în loc de Take the steaks out of the freezer „Scoate fleicile din congelator”[6];
- telescoparea accidentală a două cuvinte: Mozart’s symphonatas „simfonatele lui Mozart” ← symphonies „simfonii” + sonatas „sonate”[6];
- intervertirea segmentelor a două cuvinte astfel, încât rezultă cuvinte cu înțeles, sintagma sau propoziția izolată rămâne cu înțeles, dar în contextul ei devine fără înțeles: the flea of my cat „puricele pisicii mele” în loc de the key of my flat „cheia locuinței mele”[7].

Copiii care își învață limba maternă fac și ei greșeli. Unele sunt de analiză greșită a unor propoziții spuse de adulți. Exemplu de dialog în engleză:
Adult: He's got his hat on „Își are pălăria pe cap” (literal „El are a lui pălărie pe”)
Copil: Where's his hat on? lit. „Unde e a lui pălărie pe?”
Vorbitorii unei limbi care le este străină fac și ei abateri de la regulile acelei limbi, mai ales în cursul învățării ei, din cauza necunoașterii regulilor sau a insuficientei lor asimilări.
Una din cauzele acestor abateri este interferența, numită și transfer negativ. Constă în aplicarea unor reguli ale limbii materne, diferite de cele ale limbii străine, în folosirea celei din urmă. Astfel de abateri sunt prezente în toate aspectele limbii. Exemple:
- interferențe fonetice, adică pronunțarea unor sunete ca în limba maternă, ex. [r] din spaniolă sau din rusă pronunțat [ʁ] de un vorbitor nativ de limba franceză[9];
- interferențe morfologice, de pildă atribuirea genului din limba maternă cuvântului echivalent din limba străină: le mort (masculin, cf. de  der Tod), spus de un vorbitor de limba germană în loc de fr  la mort (feminin) „moartea”[9];
- interferențe sintactice, ex. I am going at school spus de un vorbitor de franceză în loc de en  I am going to school „Merg la școală”, pentru că în franceză, cele două prepoziții engleze au un singur echivalent, à „la”[9];
- interferențe lexico-semantice, cauzate de așa-numiții fr  faux amis, en  false friends literal „prieteni falși”, adică cuvinte cu formă identică sau aproape identică în două limbi, eventual de aceeași origine, dar cu sensuri diferite, de exemplu:

en  figure „număr” vs. fr  figure „figură”, „față”;
en  cold „rece” vs. it  caldo „cald”;
es  presidio „închisoare” vs. de  Präsidium „președinție”;
it  macchina „mașină”, „automobil” vs. fr  machine numai „mașină”, nu și „automobil”.
Altă cauză de abatere este analogia, prin care persoana care învață aplică în mod greșit o regulă la o excepție. De exemplu, în franceză, forma de plural regulată a substantivelor și adjectivelor este identică în vorbire cu cea de singular. Doar în scris i se adaugă un -s etimologic, care se pronunță [z] numai înaintea unui cuvânt cu inițială vocalică. Sunt însă și excepții, unele cuvinte care se termină la singular în -al, de exemplu le cheval „calul”, cu pluralul les chevaux „caii”. Forma de plural devine greșit les chevals, prin analogie cu forma regulată (ex. le mouton „oaia – les moutons „oile”). Analogia poate fi și cu excepția, de pildă aplicându-se la un cuvânt terminat în -al care are forma de plural regulată, precum le chacal „șacalul”, plural les chacals. Aceasta devine în mod greșit les chacaux.
Dacă o abatere prin analogie ca cea din exemplul precedent este a unui vorbitor nativ adult normal, atunci este în raport cu regula sau excepția din varietatea standard și este cauzată de necunoașterea acesteia, sau este accidentală. Un vorbitor care are o anumită varietate de limbă maternă și nu cunoaște destul de bine varietatea standard, dar vrea să i se conformeze, face uneori erori numite „hipercorectitudine” sau „hiperurbanism”, ex. partea a întâia în loc de partea întâi, prin analogie cu partea a doua, partea a treia etc.

## Atitudinea față de abatere
Lingvistica pur descriptivă acceptă abaterile vorbitorului de limbă maternă față de regulile varietății standard ca pe orice fapt de limbă, și doar precizează în ce varietate este prezent un fapt de limbă sau altul. Lingvistica normativă, dimpotrivă, prescrie regulile standard și condamnă abaterile de la acestea, în numele a ceea ce se numește „cultivarea limbii”.
Predarea limbilor străine se face în general pe baza standardului, dar în acest domeniu nu se pune problema condamnării abaterilor. În legătură cu ele există ideea analizei erorilor, o tehnică de identificare, clasificare și interpretare sistematică a abaterilor celui care învață o limbă. Analiza erorilor este menită să reflecte în mod sistematic nivelul de competență atins de acesta, și să fie baza conceperii procedeelor și materialelor didactice. Această idee este asociată cu viziunea despre abateri ca făcând parte din așa numitele „sisteme intermediare aproximative” prezente în perioada de învățare, în care limba folosită este numită „interlimbă”.

## Abaterea în istoria limbii
Dat fiind că limba evoluează continuu prin schimbări, fiecare din acestea poate fi văzută ca o abatere atunci când apare. În cursul istoriei limbii, multe abateri s-au generalizat, s-au încetățenit și, dacă limba are varietate standard, unele au fost integrate în ea.
Un exemplu este eroarea de analiză a unor sintagme, care stă la baza unui fenomen de etimologie populară. Constă în reinterpretarea limitei dintre cuvintele componente ale sintagmei. Astfel, în engleza actuală, adder, numele comun al unor specii de șerpi, provine din forma din engleza veche naddre, prin reinterpretarea limitei dintre cuvinte în forma articulată: a naddre > an adder. Un exemplu asemănător în franceză este l’agriotte în franceza veche > la griotte „vișina” în franceza actuală.
Unele cazuri de hipercorectitudine s-au generalizat de asemenea în cursul istoriei limbii și au devenit standard. De pildă, cuvântul hu  szám a intrat în limba română în forma samă, care a fost interpretată ca moldovenism, și a devenit în standard seamă.
Metateza, adică intervertirea unor sunete sau grupuri de sunete în cuvânt este o eroare accidentală frecventă, de aceea au apărut multe forme cu metateză atât din cuvinte moștenite, cât și din împrumuturi, și din ele există și în varietatea standard, de exemplu:
la  integrum > ro  întreg;
la  formaticum > fr  fromage „brânză”;
la  periculum > es  peligro „pericol”;
hu  féntereg > ténfereg  „hoinărește”;
engleza veche brid > engleza modernă bird;
protoslavă *berza > slava veche brěza > BCMS breza „mesteacăn”.